# 東芝シーガルズ
東芝シーガルズ（とうしばシーガルズ）は、神奈川県横浜市を本拠地として活動していた、東芝京浜事業所の女子バレーボールチームである。現在、Vリーグに所属する岡山シーガルズの前身となったチームである。

## 概要
1971年、東芝鶴見事業所のバレーボール部として創部された。1982年、元東洋紡監督の石川春樹を監督に招聘し翌年の実業団リーグ入りを決める。日本リーグでも1988年から4シーズン戦っている。
1993年、大阪国際滝井高等学校バレーボール部監督だった河本昭義を監督に招聘し、現在の岡山シーガルズの原点とも言える新体制が発足した。モットーは「調和と発展」、「考える心のバレー」。
1999年に東芝が廃部とした。選手・スタッフは河本を中心にクラブチーム「シーガルズ」を結成、活動拠点を富山県黒部市に移した。

## 歴史
- 1971年 - 東芝鶴見として創部。
- 1982年 - 東芝京浜に改称。
- 1982年 - 全日本都市対抗バレーボール選手権大会（現黒鷲旗大会）に初出場。実業団リーグ入り。
- 1988年 - 第19回実業団リーグで優勝し、日本リーグ入り決定。チーム名を東芝に改称。
- 1995年 - 第26回実業団リーグで優勝。入替戦にも勝利し、Vリーグ入り決定。
- 1999年 - 廃部。

以降は、岡山シーガルズ#歴史を参照のこと。

## 成績
日本リーグ/Vリーグ
- 優勝 なし
- 準優勝 なし

実業団リーグ
- 優勝 3回 （1987年度、1994年度、1996年度）
- 準優勝 1回 （1986年度）

国民体育大会成年女子（6人制）
- 優勝 2回（1997年、1998年）
- 準優勝（1989年）

### 年度別成績
| 大会名       | 大会名            | 順位   | 参加チーム数 | 試合数 | 勝 | 敗 | 勝率  |
| ------------ | ----------------- | ------ | ------------ | ------ | -- | -- | ----- |
| 実業団リーグ | 第16回 (1984/85)  | 6位    | 8チーム      | 14     | 4  | 10 | 0.286 |
| 実業団リーグ | 第17回 (1985/86)  | 4位    | 8チーム      | 14     | 8  | 6  | 0.571 |
| 実業団リーグ | 第18回 (1986/87)  | 準優勝 | 8チーム      | 14     | 13 | 1  | 0.929 |
| 実業団リーグ | 第19回 (1987/88)  | 優勝   | 8チーム      | 14     | 14 | 0  | 1.000 |
| 日本リーグ   | 第22回（1989/90） | 6位    | 8チーム      | 14     | 4  | 10 | 0.286 |
| 日本リーグ   | 第23回（1990/91） | 6位    | 8チーム      | 14     | 4  | 10 | 0.286 |
| 日本リーグ   | 第24回（1991/92） | 7位    | 8チーム      | 14     | 4  | 10 | 0.286 |
| 実業団リーグ | 第24回 (1992/93)  | 3位    | 8チーム      | 14     | 9  | 5  | 0.643 |
| 実業団リーグ | 第25回 (1993/94)  | 3位    | 8チーム      | 14     | 10 | 4  | 0.714 |
| 実業団リーグ | 第26回 (1994/95)  | 優勝   | 8チーム      | 14     | 12 | 2  | 0.857 |
| Vリーグ      | 第2回（1995/96）  | 8位    | 8チーム      | 21     | 1  | 20 | 0.048 |
| 実業団リーグ | 第28回 (1996/97)  | 優勝   | 8チーム      | 14     | 14 | 0  | 1.000 |
| Vリーグ      | 第4回（1997/98）  | 7位    | 8チーム      | 21     | 7  | 14 | 0.333 |
| Vリーグ      | 第5回（1998/99）  | 9位    | 10チーム     | 18     | 2  | 16 | 0.111 |

## 廃部年度の在籍者
1999年度の選手・スタッフは次の通り。 。

### 選手
| 背番号 | 名前                     | 年齢 | 国籍 | Position        | 備考             |
| ------ | ------------------------ | ---- | ---- | --------------- | ---------------- |
| 0      | 西村光代                 | 20   | 日本 | センター        |                  |
| 1      | 兵田今日子               | 29   | 日本 | ライト/レフト   |                  |
| 2      | 丹生谷智里               | 25   | 日本 | レフト          | コーチ兼任       |
| 4      | 野村まり                 | 25   | 日本 | センター        | 主将             |
| 5      | 柳川裕美                 | 26   | 日本 | センター/ライト |                  |
| 6      | 国兼聡子                 | 29   | 日本 | センター        |                  |
| 7      | 神田千絵                 | 27   | 日本 | レフト          |                  |
| 8      | 丸山舞子                 | 23   | 日本 | セッター        |                  |
| 9      | 古井純子                 | 23   | 日本 | セッター        |                  |
| 10     | 中田聖子                 | 23   | 日本 | レシーバー      | マネージャー兼任 |
| 11     | 文室陽子                 | 24   | 日本 | センター        |                  |
| 12     | 南田留美                 | 21   | 日本 | レフト          |                  |
| 14     | 長岡真弓                 | 20   | 日本 | レフト          |                  |
| 15     | 岡野弘子                 | 22   | 日本 | セッター        |                  |
| 16     | 河野志保                 | 21   | 日本 | ライト          |                  |
| 18     | 金森純子                 | 24   | 日本 | レシーバー      |                  |
| 19     | 小西ゆかり               | 23   | 日本 | レフト          |                  |
| 20     | 船戸美穂                 | 21   | 日本 | ライト          |                  |
| 21     | 森和代                   | 22   | 日本 | センター/ライト |                  |
| 22     | 遊佐静枝                 | 24   | 日本 | レシーバー      | コーチ兼任       |
| 23     | 藤野郁子                 | 22   | 日本 | レフト          |                  |
| 25     | 川井梅香                 | 19   | 日本 | レフト          |                  |
| 26     | 平田真澄                 | 22   | 日本 | レフト          |                  |
| 99     | パチャリー・セーンムアン | 21   | タイ | レフト          |                  |

### スタッフ
| 役職           | 名前       | 国籍 | 備考     |
| -------------- | ---------- | ---- | -------- |
| 部長           | 佃滋雄     | 日本 |          |
| 副部長         | 舩木健二   | 日本 |          |
| 監督           | 河本昭義   | 日本 |          |
| コーチ         | 三河貴志   | 日本 |          |
| コーチ         | 高橋淳     | 日本 |          |
| コーチ         | 溝田知茂   | 日本 |          |
| コーチ         | 丹生谷智里 | 日本 | 選手兼任 |
| コーチ         | 遊佐静枝   | 日本 | 選手兼任 |
| 総務兼広報担当 | 山口忠     | 日本 |          |
| トレーナー     | 長井雅子   | 日本 |          |
| マネージャー   | 関口一途   | 日本 |          |
| マネージャー   | 高田さゆり | 日本 |          |
| マネージャー   | 中田聖子   | 日本 | 選手兼任 |

## 在籍していた主な選手
- マリア・イザベル・バホッサ・サルカド
- シルバーナ・クール・ダ・シルバ・パシッチィ
- ヨーコ・ゼッターランド
- ギレン・デュモン